# 王松 (嘉靖進士)
王松（1494年—？），字汝節，順天府固安縣（今河北省廊坊市固安縣）人，明朝政治人物。

## 生平
治《書經》，行十，由國子生中式顺天府鄉試第一百二十七名舉人，年三十歲中式嘉靖二年（1523年）癸未科會試第九十六名，第二甲第一百十九名進士。授戶部主事，歷陞員外、郎中、陝西平涼府知府，補直隸廬州府，調揚州府。

## 家族
曾祖王徽。祖父王㲄，知县。父王鸑，主簿。前母辛氏；母董氏；继母史氏。具庆下。兄槃、幹、栋（主簿）、桂、楫（大使）、栻、棐、桓（義官）、機、柷、弟梯。